# ويليام س. دودلي
ويليام س. دودلي (بالإنجليزية: William C. Dudley)‏ هو مصرفي واقتصادي أمريكي، ولد في 1952 في الولايات المتحدة.